# Niebla combeoides
Niebla combeoides är en lavart som först beskrevs av William Nylander och som fick sitt nu gällande namn av Rundel & Bowler. 
Niebla combeoides ingår i släktet Niebla och familjen Ramalinaceae.   Inga underarter finns listade i Catalogue of Life.